# Had Echkalla
Had Echkalla (em árabe: حد الشقالة) é uma comuna localizada na província de Relizane, Argélia. De acordo com o censo de 2008, a população total da cidade era de 6 712 habitantes.